# マッハバンド

わずかに異なるグレーが接触した途端、境界のコントラストが強調される。

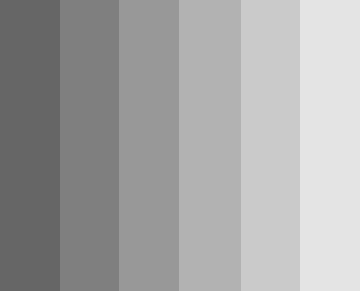
マッハバンド錯視では隣接するグレーの境界に沿って暗い領域がさらに暗く見え、明るい領域がさらに明るく見える。

マッハバンド（英: Mach bands）とは、微妙に濃淡の異なるグレーの領域が接触している場合に、暗い方の領域の境界付近はより暗く、明るい方の領域の境界付近はより明るく強調されて見える、錯視の一種である。この錯視はエルンスト・マッハにちなんで命名された。
この効果は高域強調フィルタによるものと類似している。マッハバンドは、神経系の側抑制（英: lateral inhibition）によって説明されることが多い。他の説明は、視覚系が、統計的な方法によって、輝度勾配からハイライトとローライトを同時に算出する、というものである。
一時期、デジタル画像の階調不足などで発生するバンディング（擬似輪郭）に対し、マッハバンドと慣例的に呼んでいた事もあったが、これは間違いである。